# Cloridòidies
Cloridòidia (Chloridoideae) és una subfamília de les poàcies, ordre de les poals, subclasse de les commelínides, classe de les liliòpsides, divisió dels magnoliofitins.

## Tribus i gèneres
| Tribu Orcuttieae - Neostapfia - Orcuttia - Tuctoria Tribu Pappophoreae - Cottea - Enneapogon - Kaokochloa - Pappophorum - Schmidtia Tribu Triodieae - Monodia - Plectrachne - Symplectrodia - Triodia Grup principal - Acamptoclados - Acrachne - Aegopogon - Aeluropus - Afrotrichloris - Allolepis - Apochiton - Astrebla - Austrochloris - Bealia (genus) - Bewsia - Blepharidachne - Blepharoneuron - Bouteloua - Brachyachne - Brachychloa - Buchloë - Buchlomimus - Calamovilfa - Catalepis - Cathestechum - Chaetostichium - Chaboissaea - Chloris - Chrysochloa - Cladoraphis - Coelachyropsis - Coelachyrum - Craspedorhachis - Crypsis - Ctenium - Cyclostachya - Cynodon - Cypholepis - Dactyloctenium - Daknopholis - Dasyochloa - Decaryella - Desmostachya - Diandrochloa | - Dignathia - Dinebra - Diplachne - Distichlis - Drake-Brockmania - Ectrosia - Ectrosiopsis - Eleusine - Enteropogon - Entoplocamia - Eragrostiella - Eragrostis - Erioneuron - Eustachys - Farrago - Fingerhuthia - Gouinia - Griffithsochloa - Gymnopogon - Halopyrum - Harpachne - Harpochloa - Heterachne - Heterocarpha - Hilaria - Hubbardochloa - Indopoa - Ischnurus - Jouvea - Kampochloa - Kengia - Leptocarydion - Leptochloa - Leptochloöpsis - Leptothrium - Lepturella - Lepturidium - Lepturopetium - Lepturus - Lintonia - Lophacme - Lopholepis - Lycurus - Melanocenchris - Microchloa - Monanthochloë - Monelytrum - Mosdenia - Muhlenbergia - Munroa - Myriostachya - Neeragrostis - Neesiochloa - Neobouteloua - Neostapfiella - Neyraudia - Ochthochloa | - Odyssea - Opizia - Orinus - Oropetium - Oxychloris - Pentarrhaphis - Pereilema - Perotis - Piptophyllum - Planichloa - Pogonarthria - Pogoneura - Pogonochloa - Polevansia - Pommereulla - Pringleochloa - Psammagrostis - Pseudozoysia - Psilolemma - Pterochloris - Redfieldia - Reederochloa - Rendlia - Richardsiella - Saugetia - Schaffnerella - Schedonnardus - Schenckochloa - Schoenefeldia - Sclerodactylon - Scleropogon - Silentvalleya - Soderstromia - Sohnsia - Spartina - Sporobolus - Steirachne - Stiburus - Swallenia - Tetrachaete - Tetrachne - Tetrapogon - Thellungia - Tragus - Trichoneura - Tridens - Triplasis - Tripogon - Triraphis - Uniola - Urochondra - Vaseyochloa - Vietnamochloa - Viguierella - Willkommia - Zoysia |